# Sauveterre-de-Comminges
Sauveterre-de-Comminges (Okzitanisch: Sauvatèrra de Comenge) ist eine französische Gemeinde mit 704 Einwohnern (Stand: 1. Januar 2022) im Département Haute-Garonne in der Region Okzitanien; sie gehört zum Arrondissement Saint-Gaudens und zum 2016 gegründeten Gemeindeverband Pyrénées Haut Garonnaises. Die Einwohner werden Sauveterriens genannt.

## Geografie
Sauveterre-de-Comminges liegt in der Landschaft Comminges, etwa zehn Kilometer südwestlich von Saint-Gaudens. Umgeben wird Sauveterre-de-Comminges von den Nachbargemeinden Ardiège und Labarthe-Rivière im Norden, Aspret-Sarrat im Nordosten, Régades im Osten und Nordosten, Payssous im Osten, Malvezie im Süden und Südosten, Génos im Süden, Mont-de-Galié und Galié im Südwesten, Luscan im Westen und Südwesten, Barbazan im Westen sowie Cier-de-Rivière im Nordwesten.

## Bevölkerungsentwicklung
| Jahr                      | 1962 | 1968 | 1975 | 1982 | 1990 | 1999 | 2006 | 2011 | 2016 | 2019 |
| Einwohner                 | 726  | 745  | 771  | 654  | 730  | 720  | 721  | 722  | 639  | 682  |
| Quelle: Cassini und INSEE |      |      |      |      |      |      |      |      |      |      |

## Sehenswürdigkeiten
- Kirche Sainte-Marie-Madeleine im Ortsteil Lôo
- Kirche Saint-Barthélemy im Ortsteil Barry
- Kirche Saint-Pierre-Saint-Paul im Ortsteil Boucou
- Kapelle Sainte-Marie-du-Château im Ortsteil Barry
- Kapelle Saint-Vincent im Ortsteil Gège
- Donjon

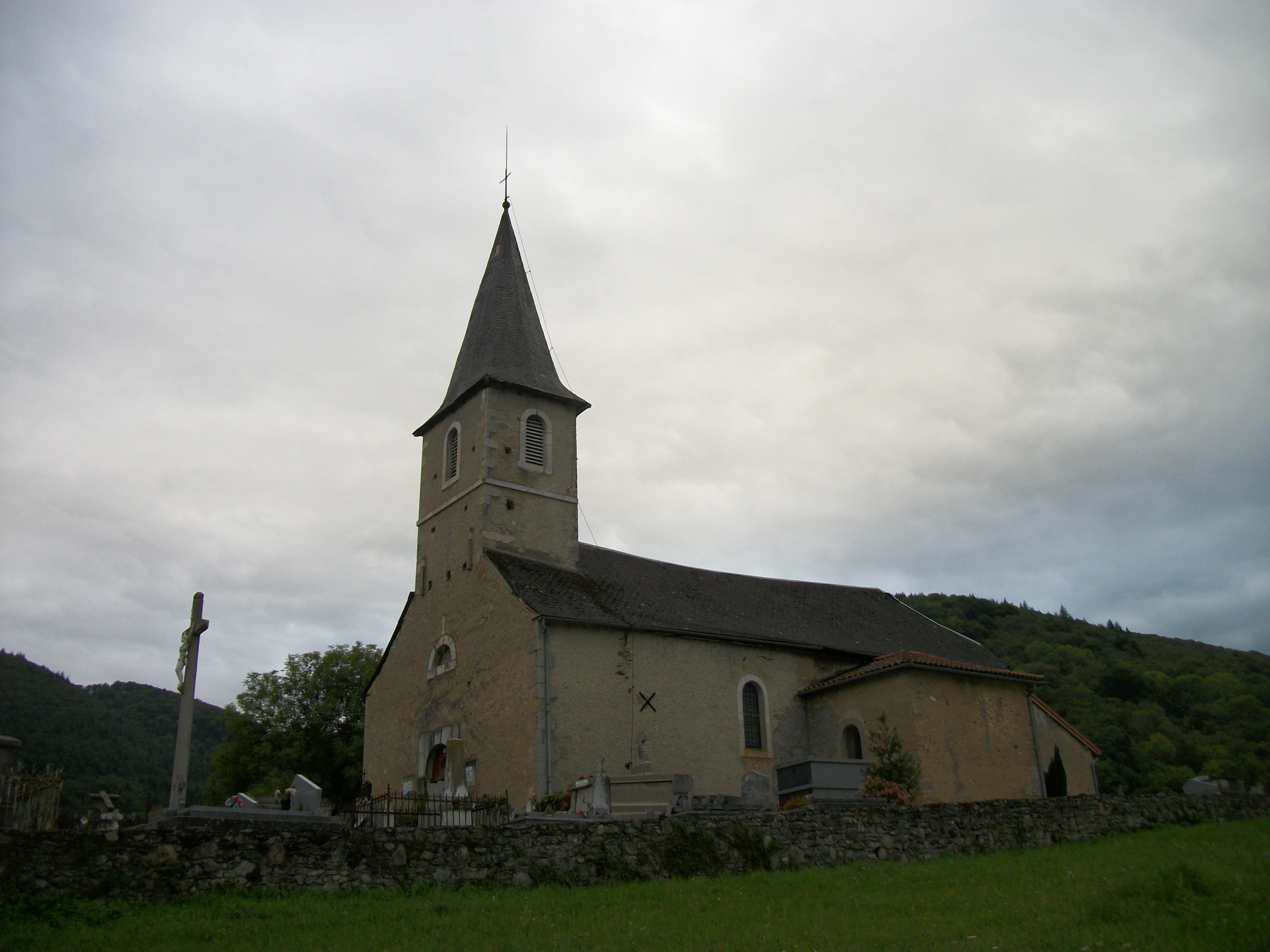
Kirche Saint-Pierre-Saint-Paul im Ortsteil Boucou
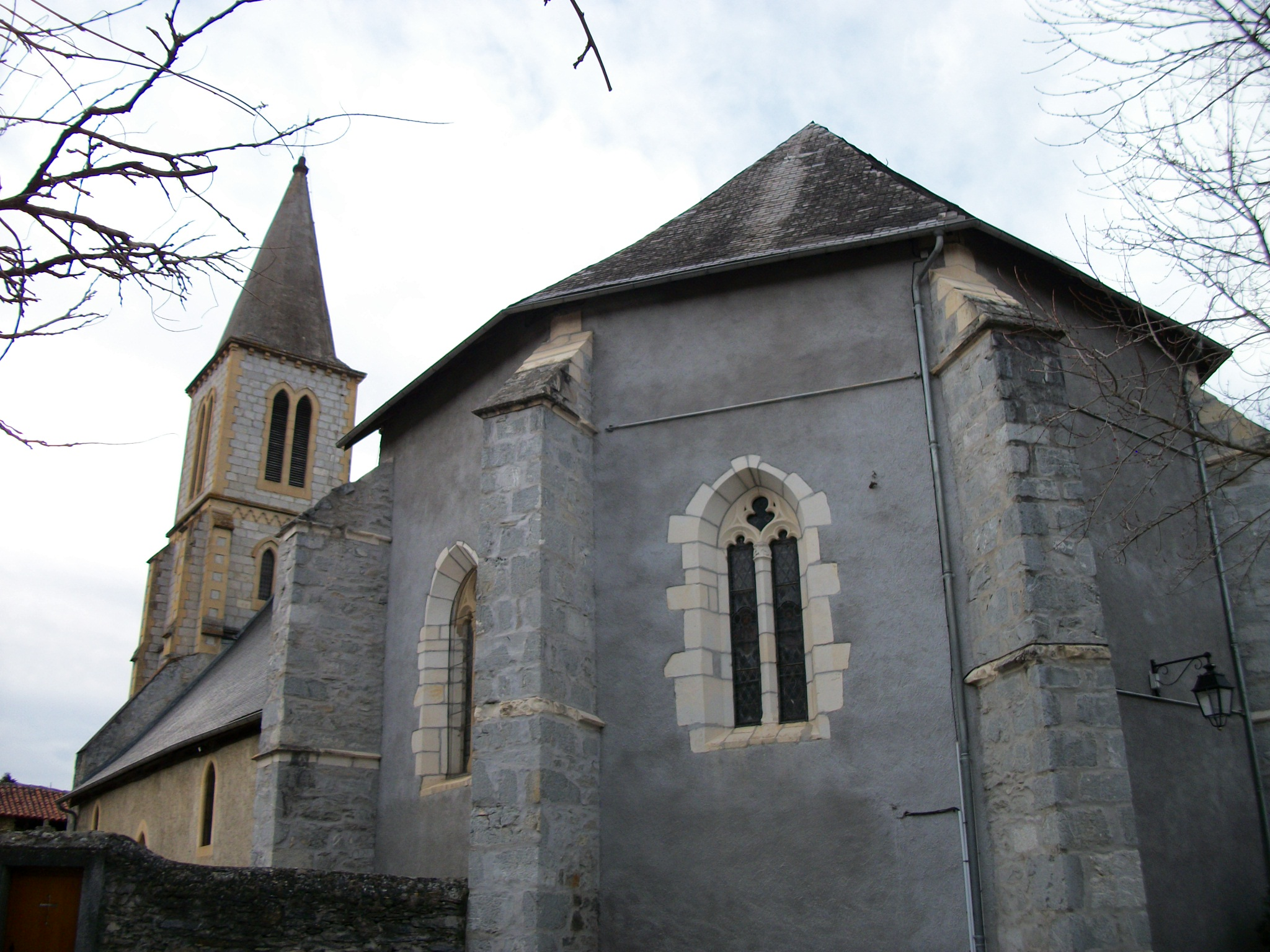
Kirche Saint-Barthélemy im Ortsteil Barry
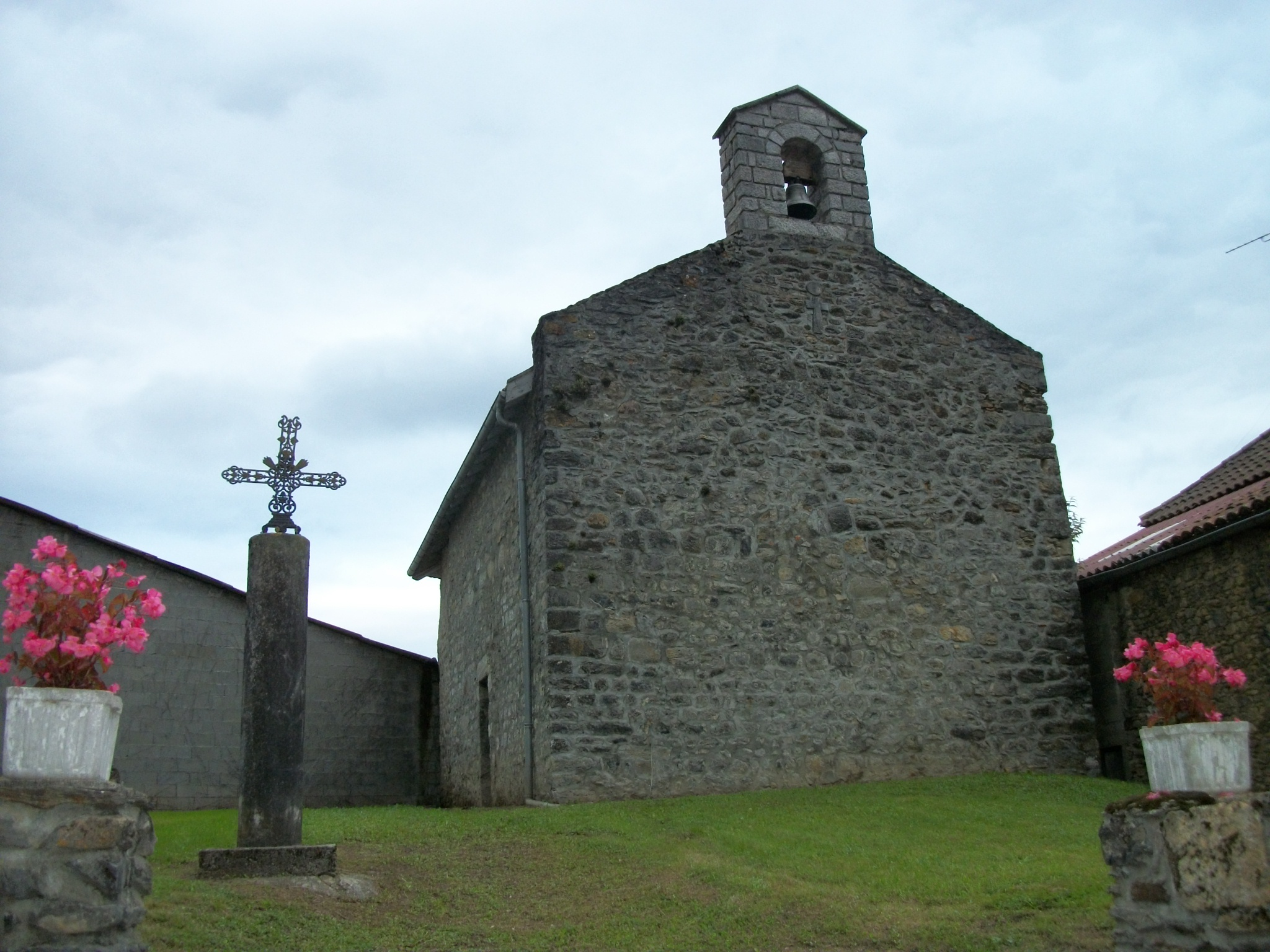
Kapelle Saint-Vincent im Ortsteil Gège

## Persönlichkeiten
- Jean Allemane (1843–1935), Politiker
- Gaston Allemane (1903–1989), Politiker
- William Vincent Wallace (1812–1865), irischer Pianist und Komponist